# Карл Август Енгельгардт
Карл Август Енгельгардт (нім. Karl August Engelhardt; 4 лютого 1768, Дрезден — 28 січня 1834, там само) — німецький письменник, архівіст.

## Біографія
Народився в родині кондитера. З 1786 року вивчав теологію в Університеті Мартіна Лютера. Після закінчення навчання в 1790 році обійняв посаду судді, в 1794 році подав у відставку і зайнявся літературною діяльністю.
За рекомендацією Йоганна Крістофа Аделунґа з 1805 року став працювати асесором в Саксонській державній бібліотеці. З 1810 року — ад'юнкт архіваріуса секретної військової канцелярії. Після смерті начальника зайняв місце архіваріуса секретної військової ради Палати військового управління Саксонського королівства. З грудня 1831 року працював архівістом і секретарем військового міністерства.

## Творчість
Автор творів для молоді, шкільних підручників, переважно з краєзнавства та національної історії. З 1813 року публікувався під синонімом Richard Roos.
Його твори характеризуються сатиричною дотепністю і легкістю.

## Вибрані публікації
- Karl Bruckmann oder William Sterne, Findling des Harzgebirges (1791—1801);
- Originalzüge ad Leben eines Sonderlings (1796);
- Die Mönche von San-Martino (1797);
- Der neue Jugendfreund (12 томів, Лейпциг, 1797—1814);
- Erdmann (1800);
- Handbuch der Erdbeschreibung der kursächsischen Lande (Лейпциг 1801);
- Beiträge zu einer Schaubühne fd detsche Jugend (1803);
- Erdbeschreibung des Königreiches Sachsen (Дрезден 1807);
- Sechs denkwürdige Tage ad Leben Napoleons (1807);
- Tägliche Denkwürdigkeiten aus der sächsischen Geschichte (3 томи, Лейпциг 1809—1812);
- Tharands heilige Hallen (1815);
- Erzählungen (Дрезден, 1820);
- Gedichte (три збірки, 1820 і 1824);
- Bunte Steme (1821);
- Vaterlandskunde für Schule und Haus (Лейпциг 1833);
- Agrionien (1836);
- Musivische Bilder (1836);
- Der grosse Unbekannte (1845).